# Parc naturel marin de l'estuaire de la Gironde et de la mer des Pertuis
Le parc naturel marin de l'estuaire de la Gironde et de la mer des Pertuis  est un parc naturel marin français, l'un des deux de la région Nouvelle-Aquitaine avec le parc naturel marin du bassin d'Arcachon situé plus au sud. Créé en 2015, il est le septième parc de ce type en France. Allant des côtes de la Vendée à la Gironde en passant par la Charente-Maritime.

## Périmètre

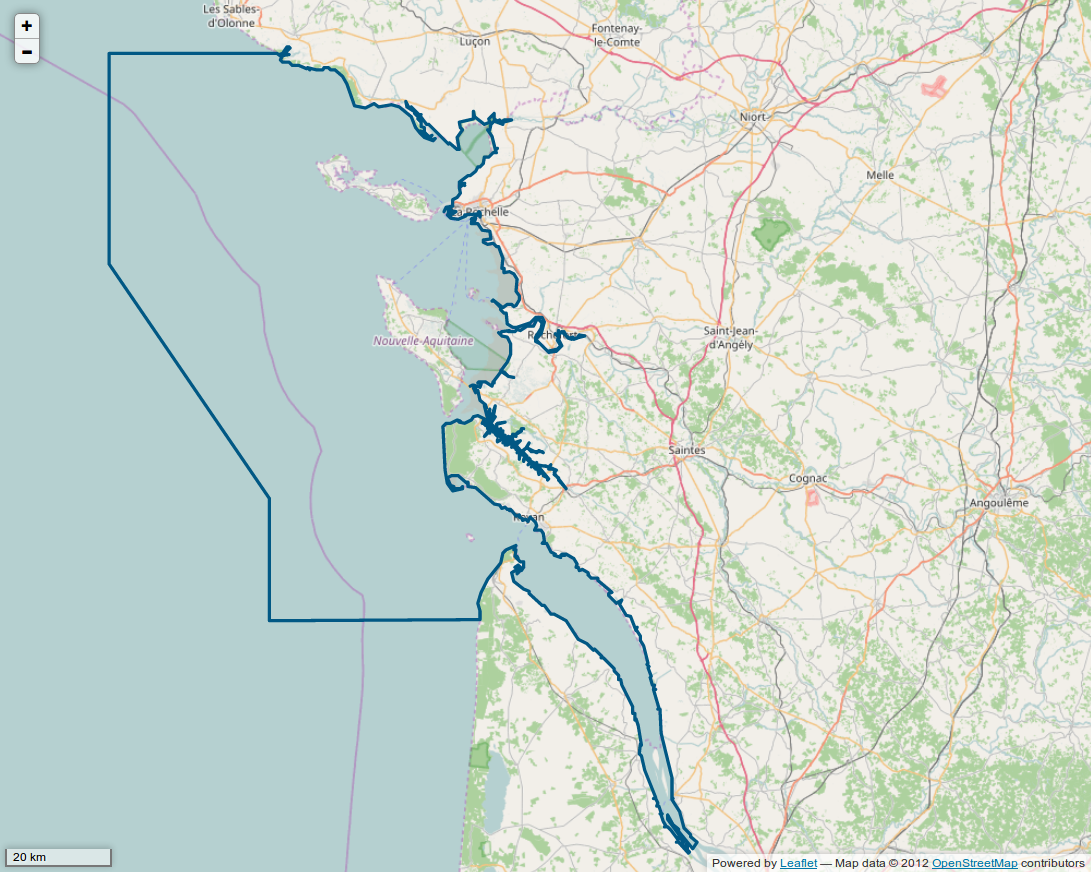
Périmètre du PNM.

Le périmètre du parc couvre 6 500 km2, superficie qui en fait le second plus grand de métropole après le parc naturel marin du cap Corse et de l'Agriate.
Riche d'un écosystème extrêmement diversifié, cette aire protégée intègre en son sein le pertuis d'Antioche, les îles de l'archipel charentais (île d'Oléron, île de Ré, île d'Aix et île Madame), les embouchures du Payré, du Lay, de la Sèvre Niortaise, de la Charente et de la Seudre, et l'estuaire de la Gironde, plus vaste estuaire sauvage d'Europe.
Les principales villes situées à proximité sont, du nord au sud : Saint-Martin-de-Ré, Sainte-Marie-de-Ré, La Rochelle, Rochefort, Saint-Pierre-d'Oléron, Le Château-d'Oléron, Marennes, La Tremblade, Saint-Palais-sur-Mer, Royan, Soulac-sur-Mer, Pauillac.

## Gestion
Le conseil de gestion du parc naturel marin compte 71 membres. Il regroupe des acteurs des activités maritimes professionnelles et de loisir, du monde associatif, des communes littorales, des régions (Pays de la Loire, Nouvelle-Aquitaine) et départements (Vendée, Charente-Maritime, Gironde), des services de l'État, et des scientifiques.
Pour répondre aux inquiétudes exprimées sur la gouvernance d'un espace marin aussi vaste, trois réunions locales de consultation se sont tenues en décembre 2014, respectivement à Royan, Bordeaux et La Roche-sur-Yon, sous la présidence de la préfète de Charente Maritime, du préfet de Gironde, et du préfet de Vendée. La création de trois comités géographiques concernant le littoral vendéen, la mer des Pertuis et l'estuaire de la Gironde a ainsi été proposée.
Le siège du parc naturel marin est situé à Marennes, en Charente-Maritime.

## Galerie

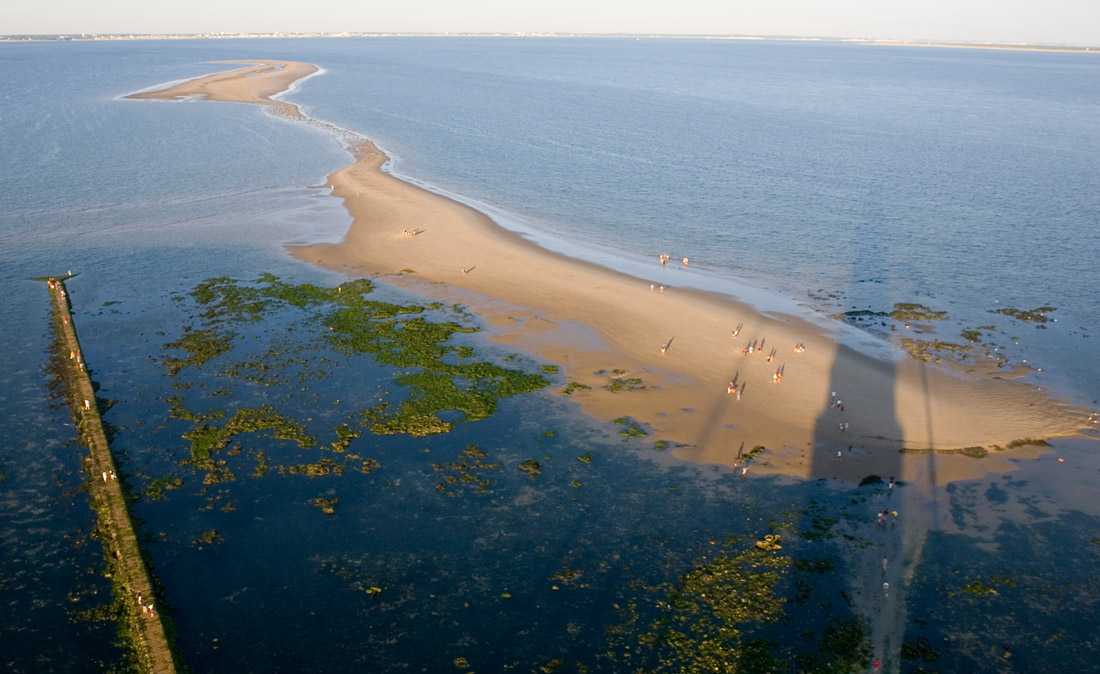
Vue depuis le sommet du phare de Cordouan.
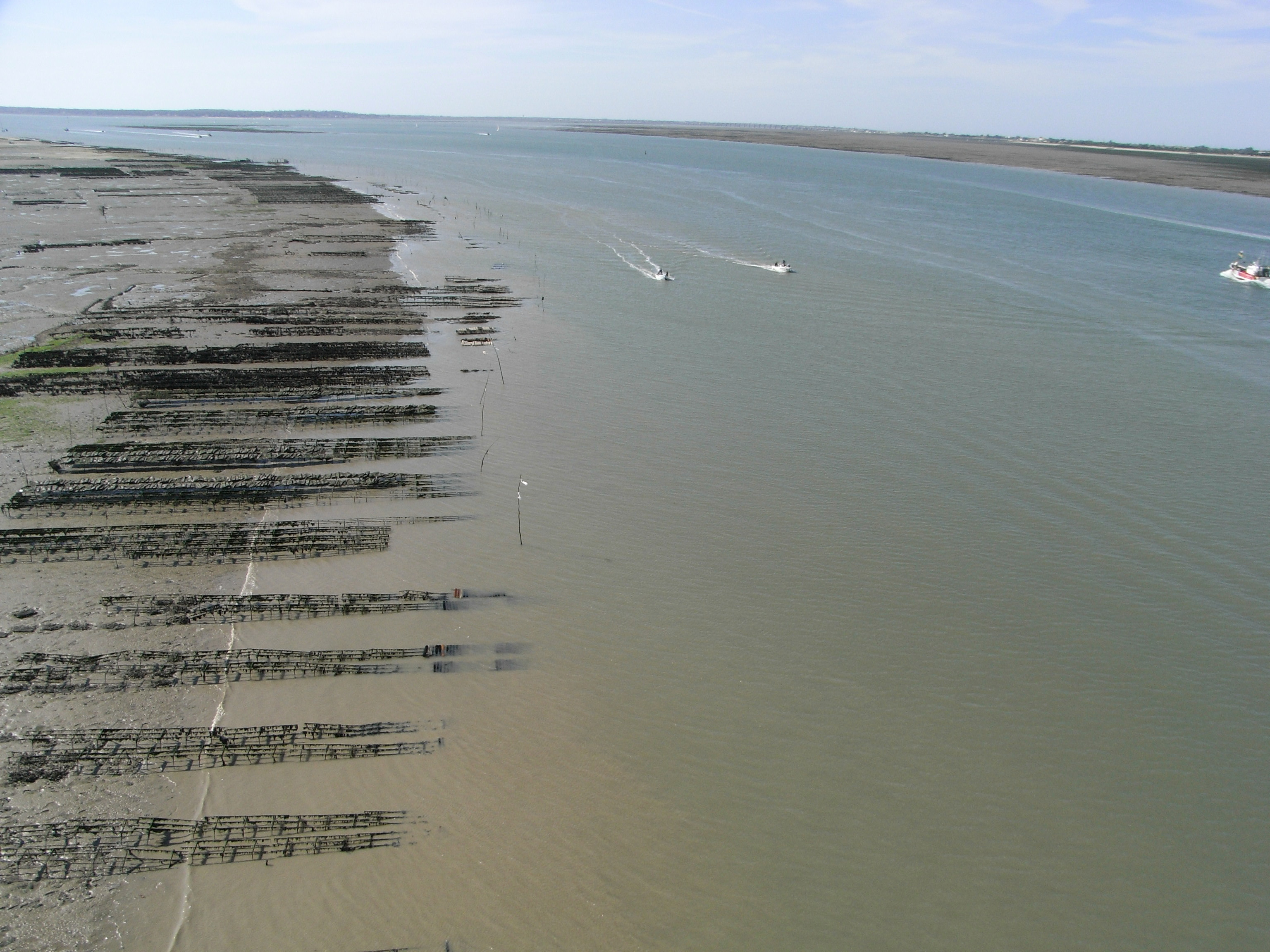
Parc à huîtres sur la Seudre.
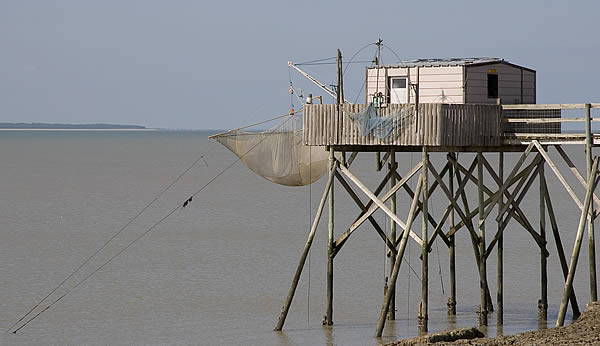
Carrelet sur l'Île Madame.

## Législation
- Décret n° 2015-424 du 15 avril 2015 portant création du parc naturel marin de l'estuaire de la Gironde et de la mer des Pertuis  (Légifrance)